# Victorio D'Alessandro
Victorio Lucas D'Alessandro (Buenos Aires, 11 maggio 1984) è un attore argentino.
Conosciuto anche con l'appellativo di Vico, dopo aver ottenuto un ruolo in Teen Angels, ha avuto altri ruoli televisivi, tra cui è stato protagonista della telenovela Heidi Bienvenida e co-protagonista in Golpe al corazón. In teatro è stato diverse volte nel cast principale di opere come Qué bueno que estés acá, El diario del peludo, Sangre gringa... en petit hotel porteño e Lo Prohibido.

## Biografia
Victorio D'Alessandro nasce a Buenos Aires l'11 maggio 1984 da Polo D'Alessandro, attore e da Ana, di professione scrivano. Ha due fratelli: il minore di nome Gonzalo, di mestiere musico e il maggiore, Jorge, amministratore e contabile. D'Alessandro cresce, insieme alla sua famiglia, nel barrio di Villa Urquiza della capitale argentina.
All'età di quattordici anni inizia a studiare teatro e nell'intanto gioca nella squadra minore dell'Asociación Atlética Argentinos Juniors. Ha giocato anche per il Club Atlético Atlanta e Club Atlético Vélez Sarsfield, decidendo successivamente di dedicarsi al mondo dello spettacolo. Inoltre, studia recitazione con insegnanti come Liliana Serantes, Noemi Serantes, Augusto Fernandes, Patricia Palmer e Dolores Ocampo. Con le due Serantes recita in teatro nel 1996 per lo spettacolo Fantasía Espacial.
Nel 2009 è diventato avvocato, conseguendo il titolo all'Instituto Universitario de la Policía Federal Argentina.

## Carriera

### Gli esordi eTeen Angels
Inizia la sua carriera artistica attraverso alcune pubblicità, oltreché come modello per RV Models e per la marca Boss. Tra i suoi primi ruoli ci sono alcune interpretazioni in serie come Mi cuñado negli anni '90, nella seconda stagione di Flor - Speciale come te, Alma pirata e Son de Fierro. In quest'ultimo serial televisivo viene notato da Cris Morena che lo sceglie per prendere parte alla telenovela Teen Angels, motivo per cui dal dicembre del 2007 inizia le registrazioni della seconda stagione nella parte di Luca Franchini; partecipando anche alle rappresentazioni teatrali correlate alla serie tra il 2008 e il 2010 al Teatro Gran Rex di Buenos Aires e poi anche in Israele e Uruguay; continuando le riprese della terza e quarta stagione della serie.

### I successivi ruoli televisivi e il primo al cinema (2010-2016)
Dal novembre del 2010 inizia a registrare Herederos de una venganza che vede la luce nel 2011, come Miguel Morán, fino al 2012. Intanto, recita in teatro nella commedia drammatica Qué bueno que estés acá, protagonista insieme a Dalma Maradona. Nel novembre dello stesso anno si aggiunge al cast della telenovela Los únicos nel ruolo di Ciro Funes, sia nella prima che nella seconda stagione. Nel 2012 fa una partecipazione nel lungometraggio La pelea de mi vida per la regia di Jorge Nisco, nella parte di Farra. Nello stesso anno inizia la registrazione del serial TV Sos mi hombre nel ruolo di Rafael Villar Medina fino al 2013 ed è anche nella troupe dello spettacolo teatrale El diario del peludo, nella parte principale.
Dal dicembre del 2013 recita nella telenovela Mis amigos de siempre come Guido, fino all'anno successivo. Tra la fine del 2013 e gli inizi del 2014 partecipa anche alla seconda parte dell'opera teatrale Los locos Grimaldi, debuttando al Teatro del Sol e arrivando nel 2014 anche in Uruguay.
Tra il 2014 e il 2015 è Joaquín "Joaco" Agüero nel serial TV Noche y día. Nel 2015 recita nella rappresentazione teatrale Sangre gringa... en petit hotel porteño nel ruolo di un giovane immigrato italiano. Questa interpretazione gli vale una candidatura ai Premios ACE come miglior rivelazione maschile dell'anno. Lo spettacolo viene presentato anche al Festival Internacional de Benicàssim. Sempre nel 2015 è attore protagonista e produttore della seconda stagione dell'opera El Diario Del Peludo. Per il 2016 è Cosme nella miniserie Círculos. Nello stesso anno è nel cast protagonista dello spettacolo Filomena Marturano, insieme a Claudia Lapacó e Antonio Grimau. Inoltre, partecipa alla trasmissione Showmatch. Il 13 ottobre 2016 conduce al Teatro Coliseo la premiazione annuale dei Kids' Choice Awards Argentina insieme a Franco Masini.

### Teatro,Heidi Bienvenida,Golpe al corazóne altre partecipazioni (2016-)
Dal maggio del 2017 sostituisce Michel Noher nell'opera teatrale Lo Prohibido, per il quale riceve il premio come Miglior attore protagonista in musical ai Premios Notirey. Dal luglio del 2017 prende parte alle ultime tre rappresentazioni dello spettacolo The Rocky Horror Show, interpretando il criminologo. Nel novembre presenta nuovamente El diario del peludo alla biblioteca José Hernández di Funes, città della Provincia di Santa Fe. In televisione, è nel cast protagonista della telenovela Heidi Bienvenida nella parte di Toro e tra il 2017 e il 2018 è il 	Dr. Santiago Medina/Dr. Santiago Palacio López Medina nel serial Golpe al corazón.
Nel 2018 partecipa al dramma teatrale Dulce pájaro de juventud. L'8 marzo viene anche pubblicata la pellicola cinematografica Los olvidados, registrata nel 2016 e che vede la partecipazione di D'Alessandro. Il progetto è stato presentato anche al Sitges - Festival internazionale del cinema fantastico della Catalogna alla presenza dell'attore. Dal giugno dello stesso anno entra nel cast della telecomedia Cien días para enamorarse nel ruolo di Machete. Inoltre, prende parte al film Sólo el amor, dove interpreta Danny e tra l'aprile e il maggio del 2019 è Marthin Müller nella miniserie Secreto bien guardado, uno dei due protagonisti insieme a Oriana Sabatini. Alla fine di luglio 2019 cominciano le riprese della miniserie Derecho viejo, dove l'attore a partire dal novembre dello stesso anno impersona Tomás Kraus per l'emittente Televisión Pública Argentina.

## Altre attività
Fino al 2010 è stato uno dei proprietari di un bar della capitale argentina, chiuso nell'ottobre dopo la morte di due ragazze a Palermo. Nel settembre del 2013 prende parte ad una consegna di quaranta articoli per l'aiuto di persone diversamente abili nel barrio di Barracas.
Nel 2018 partecipa ad una campagna dell'istituto Inadi (Instituto Nacional contra la Discriminación, la Xenofobia y el Racismo) e Unicef, contro la discriminazione nelle reti sociali dal titolo "#NoDaCompartir", assieme ad altri suoi colleghi.

## Filmografia

### Cinema
- La pelea de mi vida, regia di Jorge Nisco (2012)
- Los olvidados, regia di Luciano Onetti e Nicolás Onetti (2018)
- Sólo el amor, regia di Diego Corsini e Andrés Caballero (2018)
- 4 metros, regia di Federico Palazzo (2019)
- Existir, regia di Gabriel Grieco (2021)
- Encintados, regia di Gianfranco Quattrini (2022)
- Los inquilinos, regia di Nicolás P. Villarreal - cortometraggio (2022)
- O+, regia di Bruno Musso (2023)

### Televisione
- Femenino masculino - serie TV (2003)
- Flor - Speciale come te (Floricienta) - serial TV (2004-2005)
- Alma pirata - serial TV (2006)
- Son de Fierro - serial TV (2007)
- Teen Angels (Casi ángeles) - serial TV (2008-2010)
- Herederos de una venganza - serial TV (2011)
- Los únicos - serial TV (2011-2012)
- Sos mi hombre - serial TV (2012)
- Mis amigos de siempre - serial TV (2014)
- Noche y día - serial TV (2014-2015)
- Círculos - serie TV (2016)
- Heidi Bienvenida (Heidi, bienvenida a casa) - serial TV (2017)
- Golpe al corazón - serial TV (2017-2018)
- Cien días para enamorarse - serial TV (2018)
- Il segreto non rivelato, 8 episodi - miniserie TV (2019)
- Derecho viejo, 4 episodi - miniserie TV (2019)
- Separadas - serial TV (2020)
- Desenfrenadas - serie TV (2020)
- Studio T25 - serie TV (2021)
- El hincha - serie TV (2021)
- Cuba Libre - serie TV (2022)
- Black Sunday - serie TV (2023)

## Programmi televisivi
- Showmatch (Canal 13, 2016)
- Kids' Choice Awards Argentina (Nickelodeon, 2016)

## Teatro
- Fantasía Espacial, regia di Liliana Serantes e Noemí Serantes (1996)
- Ceremonia secreta, di Marco Denevi (2001)
- Casi Ángeles, regia di Cris Morena (2008-2010)
- Qué bueno que estés acá, regia di Ezequiel Tronconi (2011-2012)
- Radioteatro, regia di Victor Agu (2012)
- El diario del peludo, regia di Gonzalo Demaría (2013/2015/2017)
- Los locos Grimaldi, regia di Atilio Veronelli (2013-2014)
- Sangre gringa... en petit hotel porteño, regia di Alejandro Ullúa (2015)
- Filomena Marturano, regia di Helena Tritek (2016)
- The Rocky Horror Show, regia di Andie Say (2017)
- Heidi, bienvenida a casa, diretto da Jorge Montero e Mariano Musumeci (2017)
- Lo Prohibido, regia di Betty Gambartes e Diego Vila (2017)
- Dulce pájaro de juventud, regia di Oscar Barney Finn (2018)
- Sugar, regia di Arturo Puig (2018-2019)
- El Diario Del Peludo, regia di Gonzalo Demaría (2019)
- Constelaciones, regia di Teresa Costantini (2019-2020)

## Discografia

### Partecipazioni
- 2010 - AA.VV. TeenAngels 4
- 2017 - AA.VV. Heidi, bienvenida a casa

## Riconoscimenti
- Premios ACE[43]
  - 2015 – Candidatura per la rivelazione maschile per Sangre gringa.. en petit hotel porteño.
- Kids' Choice Awards Argentina[44][45][46]
  - 2017 – Candidatura per il ragazzo trendy.
  - 2017 – Candidatura per la Ship Nick per Heidi Bienvenida (con Victoria Ramos).
  - 2017 – Preselezione per l'attore preferito per Heidi Bienvenida.
- Kids' Choice Awards México[47][48]
  - 2017 – Preselezione per l'attore preferito per Heidi Bienvenida.
- Kids' Choice Awards Colombia[49][50]
  - 2017 – Preselezione per l'attore preferito per Heidi Bienvenida.
- Premios Notirey[28]
  - 2017 – Miglior attore protagonista in musical per Lo Prohibido.

## Doppiatori italiani
Nelle versioni in italiano delle opere in cui ha recitato, Victorio D'Alessandro è stata doppiato da:
- Davide Perino in Teen Angels[51]
- Luca Mannocci in Heidi Bienvenida[52]